# Don't Stop the Music (album av Robyn)
Don't Stop the Music utkom den 30 oktober 2002 och är den svenska popsångerskan Robyns tredje album.

## Låtlista
| Nr  | Titel                      | Kompositör                                                     | Producent(er)                 | Längd |
| --- | -------------------------- | -------------------------------------------------------------- | ----------------------------- | ----- |
| 1.  | Keep This Fire Burning     | Remee, Robyn, Ulf Lindström, Johan Ekhé                        | Ghost                         | 3:50  |
| 2.  | Don't Stop the Music       | Remee, Robyn, Alexander Kronlund, Lindström, Ekhé              | Ghost                         | 3:27  |
| 3.  | O Baby                     | Kronlund, Robyn                                                | Ghost, Max Martin*, Kronlund* | 4:06  |
| 4.  | Blow My Mind               | Kronlund, Robyn                                                | Guy Sigsworth                 | 4:06  |
| 5.  | Should Have Known          | Kronlund, Robyn                                                | Sigsworth                     | 4:39  |
| 6.  | Moonlight                  | Teron Beal, Robyn, Lindström, Ekhé                             | Ghost                         | 3:48  |
| 7.  | Breakdown Intermission     | Thomas Dolby, Stephen Volk, Robyn, Cherno Jah, Ekhé, Lindström | Ghost, Jah                    | 3:26  |
| 8.  | Ain't No Thing             | Robyn, Lindström, Ekhé                                         | Ghost                         | 3:30  |
| 9.  | Big City                   | Remee, Robyn, Lindström, Ekhé                                  | Ghost                         | 4:01  |
| 10. | Psycho                     | Remee, Robyn, Lindström, Ekhé                                  | Ghost                         | 4:15  |
| 11. | Still Your Girl            | Remee, Cutfather & Joe, Robyn                                  | Ghost, Cutfather & Joe^       | 3:54  |
| 12. | Regntunga skyar (Gömd låt) | Thore Ehrling, Eskil Eckert-Lundin, Hasse Ekman                |                               | 5:00  |